# Miles Aircraft

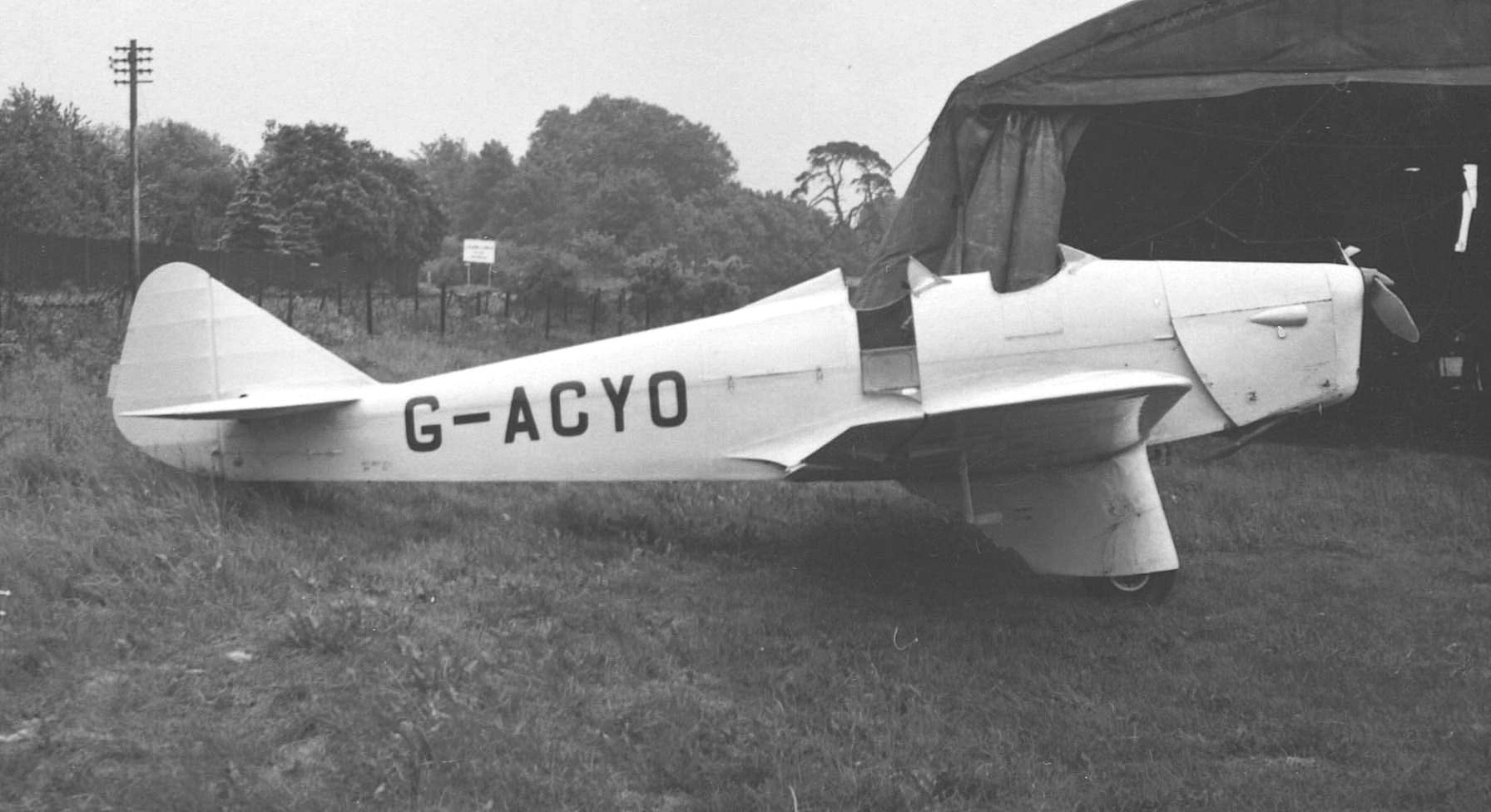
Miles M.2H Hawk Major, een sport- en racevliegtuig uit 1934.

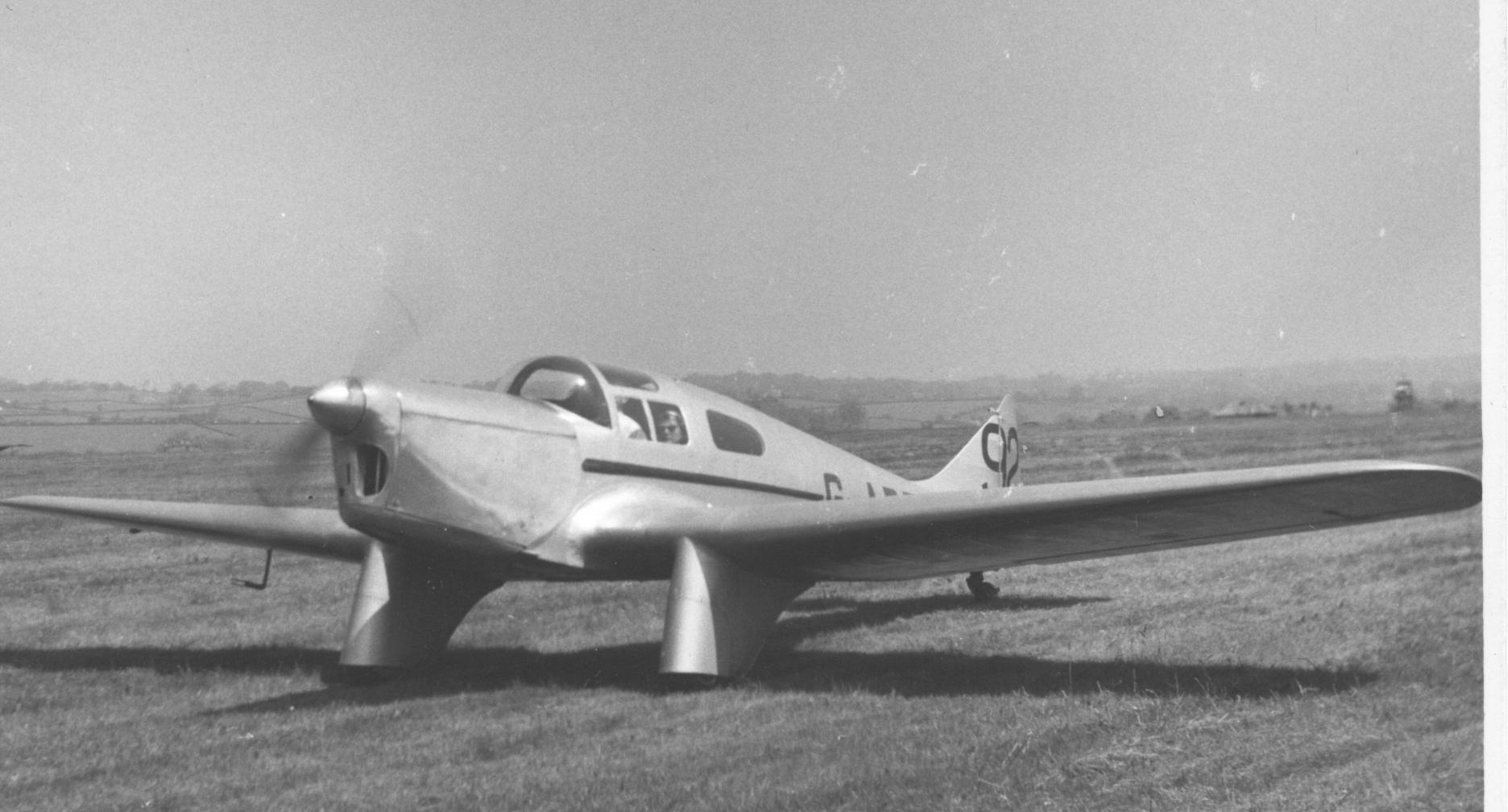
Miles M.3D Falcon Six Sport- en racevliegtuig

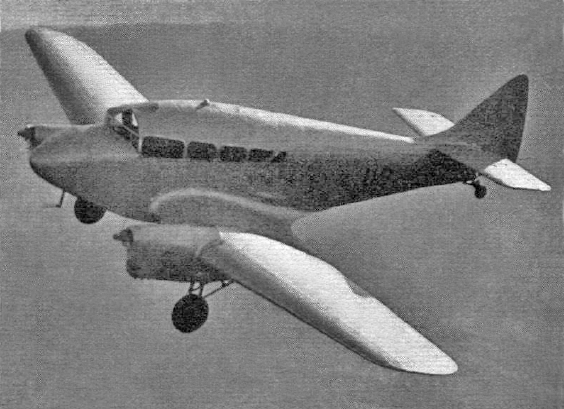
Miles M.8 Peregrine

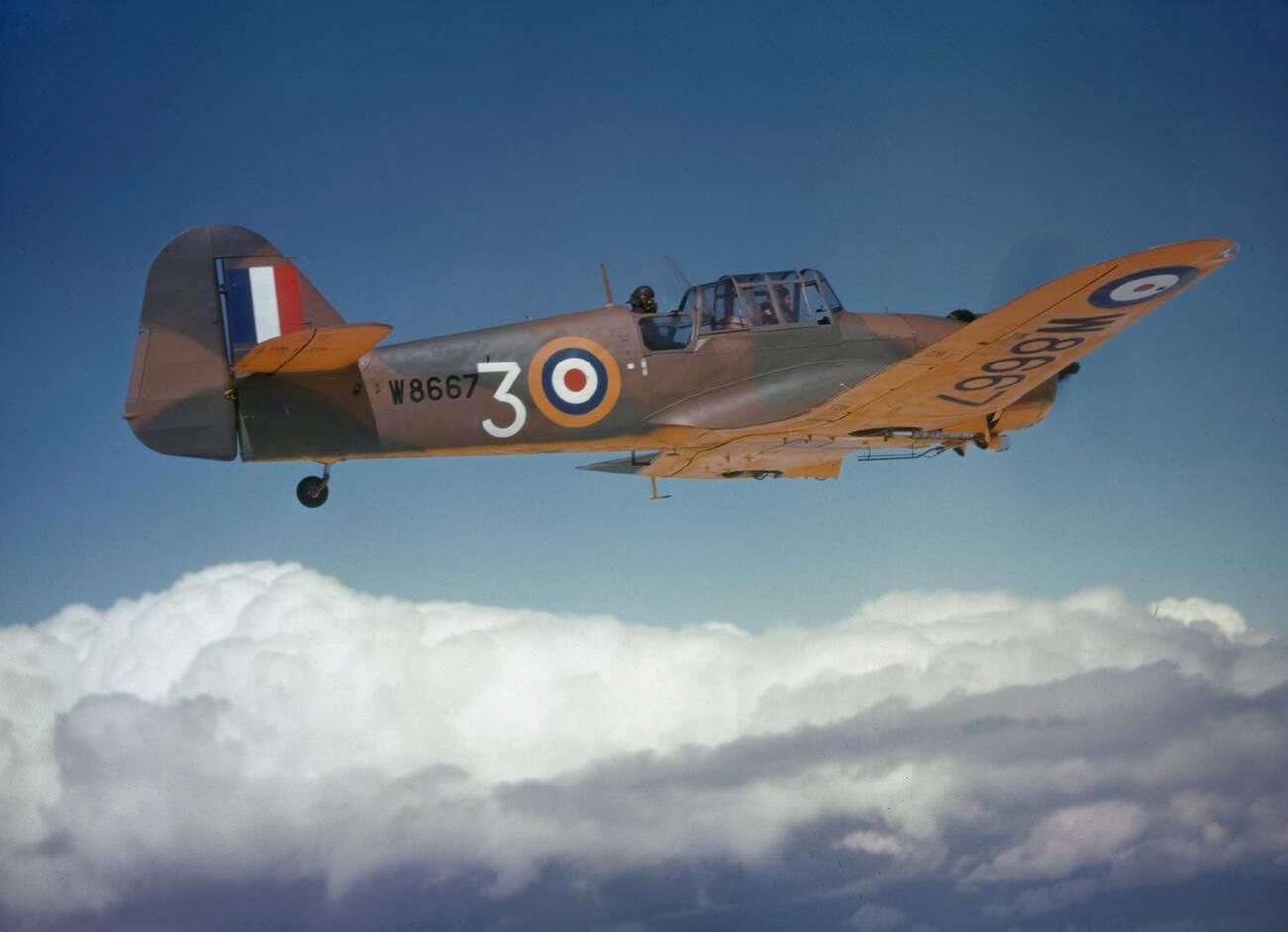
Miles M.27 Master III, militair opleidingsvliegtuig uit 1939

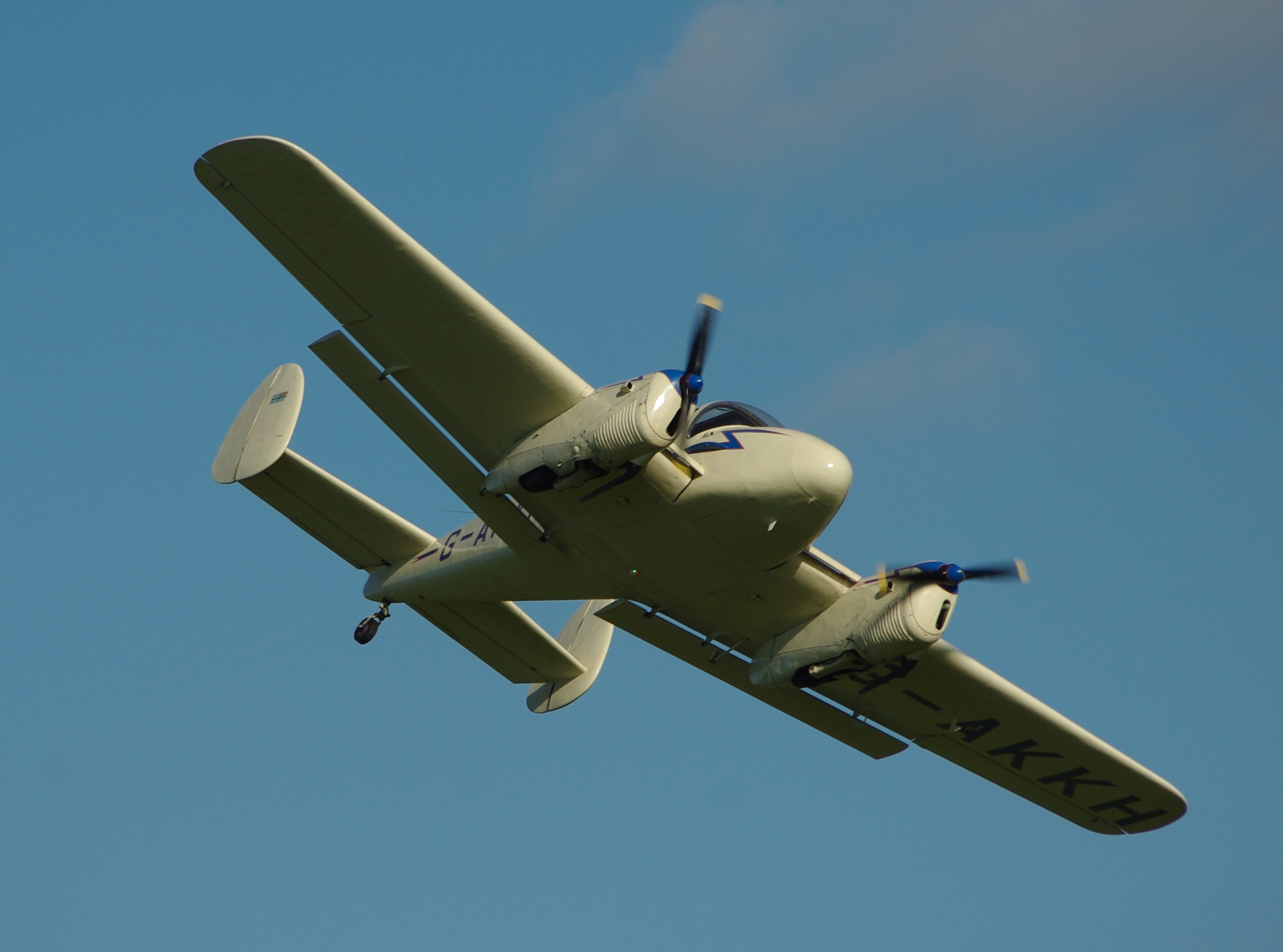
Miles Gemini, tweemotorig sportvliegtuig uit 1945

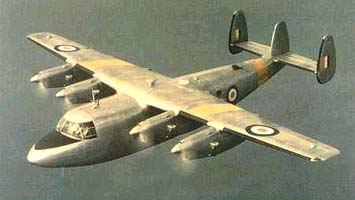
Miles Marathon-I, verkeersvliegtuig dat uiteindelijk werd gebouwd door Handley Page

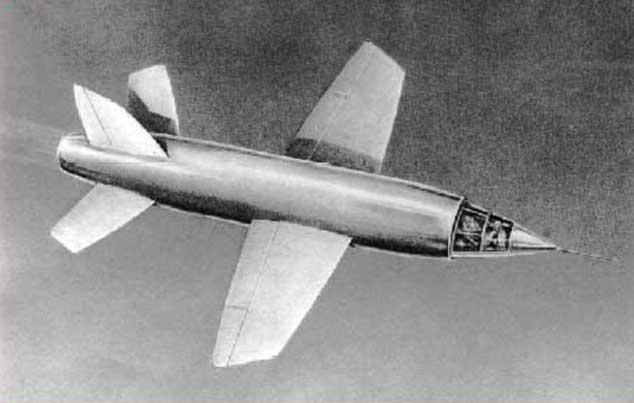
Miles M.52, militair project voor een supersonisch turbojet vliegtuig

 Miles Aircraft Ltd , opgericht in 1930 als  Phillips & Powis Aircraft was een Britse vliegtuigbouwer. Tussen 1943 en 1947 werd de naam omgedoopt tot Miles Aircraft en bracht het diverse vliegtuigen op de markt die waren ontworpen door Frederick George Miles, samen met zijn vrouw Maxine Miles en zijn broer George Herbert Miles. 
Miles Aircraft heeft diverse ontwerpen gemaakt en gebouwd voor lichte civiele en militaire vliegtuigen. En heeft daarnaast nog een aantal curieuze en markante prototypes op haar naam staan. Tussen 1936 en 1943 was Rolls-Royce een grootaandeelhouder. In 1947 ging de firma bankroet. Na vele juridische procedures gingen de meeste activa over naar de Engelse vliegtuigbouwer Handley Page. 
In 1948 richtte Frederick George Miles  het bedrijf F. G. Miles Limited op dat wederom vliegtuigen ging produceren onder de merknaam ‘Miles’.

## Modellen
| Bedrijfs-aanduiding | Naam             | Jaar | Aantal gebouwd  | Type vliegtuig                                                                                                   |
| ------------------- | ---------------- | ---- | --------------- | --- |
|                     | Southern Martlet | 1929 | 6               | |
|                     | Metal Martlet    | 1930 | 1               | |
|                     | Falcon Four      | 1931 |                 | Licht tweemotorig cabinevliegtuig. Twee Cirrus Hermes motoren met duwpropellers (bovenop de vleugels gemonteerd) |
| M.1                 | Satyr            | 1932 | 1               | |
| M.2                 | Hawk             | 1933 | 55              | Laagdekker tweezitter                                                                                            |
| M.2F-T              | Hawk Major       | 1934 | 64              | Hawk opvolger met de Havilland Gipsy Major motor                                                                 |
| M.2E,L,U            | Hawk Speed Six   | 1934 | 3               | raceversie van de Hawk Major met de Havilland Gipsy Six motor                                                    |
| M.2W,X,Y            | Hawk Trainer     |      | 25              | Tweezitter sport- en racevliegtuig                                                                               |
| M.3A                | Falcon Major     | 1934 | 19              | |
| M.3B                | Falcon Six       | 1935 | 17              | |
| M.3E                | Gillette Falcon  | 1944 | 1 modified M.3B | Researchvliegtuig voor de supersonische M.52                                                                     |
| M.4                 | Merlin           | 1935 | 4               | |
| M.5                 | Sparrowhawk      | 1935 | 5               | |
| M.6                 | Hawcon           | 1935 | 1               | |
| M.7                 | Nighthawk        | 1935 | 6               | |
| M.8                 | Peregrine        | 1936 | 2               | Licht tweemotorig vrachttoestel                                                                                  |
| M.9                 | Kestrel          | 1937 | 1               | |
| M.9A                | Master I         | 1939 | 900             | Trainer voor de gevorderde vliegopleiding                                                                        |
| M.11                | Whitney Straight | 1936 | 50              | |
| M.11C               | M.11C            |      | 1               | |
| M.12                | Mohawk           | 1937 | 1               | |
| M.13                | Hobby            | 1937 | 1               | |
| M.14                | Magister         | 1937 | 1.293           | Militaire basistrainer                                                                                           |
| M.14                | Hawk Trainer III | 1937 | 52              | Magister bedoeld voor civiel gebruik en de export                                                                |
| M.15                | M.15             | 1939 | 2               | Air Ministry Specification T.1/37                                                                                |
| M.16                | Mentor           | 1938 | 45              | Driezitter trainer en verbindingsvliegtuig                                                                       |
| M.17                | Monarch          | 1938 | 11              | |
| M.18                | M.18             | 1938 | 3               | |
| M.19                | Master II        | 1939 | 1.699           | Lestoestel voor de gevorderde opleiding                                                                          |
| M.20                | M20/2            | 1940 | 2               | Prototype voor een goedkoop gevechtsvliegtuig                                                                    |
| M.22A               | Tekentafel model |      |                 | F.18/40 specificaties voor een gewapende nachtjager                                                              |
| M.24                | Master Fighter   | 1940 | 26              | Spoedconversie van trainer-ontwerp naar een gevechtsvliegtuig                                                    |
| M.25                | Martinet         | 1943 | 1,724           | Sleepvliegtuig voor luchtdoelen                                                                                  |
| M.26                | "X"              |      | 0               | Studie voor transatlantisch passagierstoestel met 55 zitplaatsen                                                 |
| M.27                | Master III       | 1940 | 602             | |
| M.28                | Mercury          | 1941 | 6               | Trainer of verbindingsvliegtuig                                                                                  |
| M.30                | X Minor          | 1942 | 1               | Schaalontwerp voor Miles X verkeersvliegtuig                                                                     |
| M.33                | Monitor          | 1944 | 22              | Tweemotorig militair sleepvliegtuig                                                                              |
| M.35                | M.35 Libellula   | 1942 | 1               | Tandem-vleugel ontwerp voor gevechtsjager                                                                        |
| M.37                | Martinet Trainer | 1946 | 2               | Tweezitter trainer                                                                                               |
| M.38                | Messenger        | 1942 | 80              | Sportvliegtuig en militair verbindingsvliegtuig                                                                  |
| M.39B               | M.39B Libellula  | 1943 | 1               | Schaalvliegtuig van tandem-vleugel M.39 snelle bommenwerper                                                      |
| M.42 and M.43       | Niet gebouwd     |      |                 | Ontwerpen voor tandem-vleugel militaire vliegtuigen                                                              |
| M.44                | Niet gebouwd     |      |                 | Ontwerp voor militair geveschtsvliegtuig                                                                         |
| M.48                | Messenger 3      | 1945 | 1               | Messenger ontwikkelingsproject                                                                                   |
| M.52                | M.52             |      | 0               | Supersonisch turbojet vliegtuig project                                                                          |
| M.50                | Queen Martinet   | 1944 | 65              | Onbemande luchtdoel drone van de Martinet                                                                        |
| M.57                | Aerovan          | 1945 | 48              | STOL transportvliegtuig                                                                                          |
| M.60                | Marathon I       | 1945 | 42              | Ontwerp voor passagierstoestel – werd later de Handley Page Marathon                                             |
| M.63B               | Niet gebouwd     |      |                 | Tandem-vleugel postvliegtuig met straalmotor                                                                     |
| M.64                | L.R.5            | 1945 | 1               | Lichte eenmotorige tweezitter                                                                                    |
| M.65                | Gemini           | 1945 | 170             | Klein sporvliegtuig                                                                                              |
| M.68                | Boxcar           | 1947 | 1               | Transportvliegtuig met losse vrachtcontainer                                                                     |
| M.69                | Marathon II      | 1949 | 1               | Mamba turboprop motorproject                                                                                     |
| M.71                | Merchantman      | 1947 | 1               | Viermotorige ontwikkeling van het Aerovan concept                                                                |
| M.75                | Aries            | 1951 | 2               | Ontwikkeling van de Gemini met krachtiger motoren                                                                |
| M.76                | M.76             | 1953 | 1               | Ontwikkeling van een tweezitter zweefvliegtuig voor the British Gliding Association                              |
| M.77                | Sparrowjet       | 1953 | 1               | Conversie van de M.5 Sparrowhawk                                                                                 |
| M.100               | Student          | 1957 | 1               | Eenmotorig tweezitter trainings-straalvliegtuig                                                                  |
| M.105               | H.D.M.105        | 1957 | 1               | Aerovan conversie met lange en slanke ‘Hurel Dubois’ vleugel                                                     |